# Caros Fodor
Caros Fodor (Kirkland, 7 de janeiro de 1984) é um lutador americano de artes marciais mistas, atualmente compete no Peso Leve do ONE FC.

## Carreira no MMA

### Strikeforce
Fodor fez sua estréia no Strikeforce em Julho de 2010 no card principal do Strikeforce Challengers: del Rosario vs. Mahe, derrotando Ousmane Thomas Diagne por Decisão Unânime.
Ele retornou à lutar na promoção no Strikeforce Challengers: Wilcox vs. Ribeiro. Ele derrotou Derek Getzel por Finalização.
Ele enfrentou David Douglas no Strikeforce Challengers: Wilcox vs. Damm em 1 de Abril. Após dominar o primeiro e o segundo round, ele venceu por Nocaute Técnico no terceiro round.
O próximo adversário de Fodor foi James Terry no evento principal do Strikeforce Challengers: Fodor vs. Terry. Ele venceu a luta por Decisão Unânime.
Fodor retornou em 17 de Dezembro de 2011 para enfrentar Justin Wilcox. Ele venceu por Nocaute no primeiro round.
Fodor enfrentou Pat Healy no Strikeforce: Tate vs. Rousey e perdeu por Finalização no terceiro round.

### Ultimate Fighting Championship
Caros foi para o UFC devido à fusão do Strikeforce com o UFC e estreou no evento contra Sam Stout em 23 de Fevereiro de 2013 no UFC 157. Fodor perdeu por decisão dividida e foi retirado da promoção.

### ONE Fighting Championship
Foi anunciado em 2 de Agosto de 2013 que Fodor havia assinado com o ONE FC e fez sua estréia em 13 de Setembro de 2013 no ONE FC: Champions & Warriors contra o então invicto Yang Seung Ho.
Fodor enfrentou Vuyisile Colossa em 6 de Dezembro de 2013 no ONE FC: Moment of Truth e perdeu por decisão unânime. Fodor derrotou Willy Ni em 30 de Maio de 2014 no ONE FC: Honor and Glory por finalização no primeiro round.
Fodor teria sua revanche contra Vuyisile Colossa em 12 de Setembro de 2014 no ONE FC: Rise of the Kingdom. No entanto, uma lesão tirou Colossa da luta e ele foi substituído por Vincent Latoel. Ele venceu a luta por finalização com um mata leão.

## Cartel no MMA
| Cartel no MMA   |             |            |
| 16 lutas        | 11 vitórias | 5 derrotas |
| Por nocaute     | 2           | 0          |
| Por finalização | 5           | 2          |
| Por decisão     | 4           | 3          |

| Res.    | Cartel | Oponente              | Método                           | Evento                                        | Data       | Round | Tempo | Local                  | Notas                   |
| ------- | ------ | --------------------- | -------------------------------- | --------------------------------------------- | ---------- | ----- | ----- | ---------------------- | ----------------------- |
| Derrota | 11-6   | Jason High            | Decisão (unânime)                | PFL Daytona                                   | 30/06/2017 | 3     | 5:00  | Daytona Beach, Flórida |                         |
| Vitória | 11-5   | Phoenix Jones         | Decisão (unânime)                | WSOF 32                                       | 30/07/2016 | 3     | 5:00  | Everett, Washington    |                         |
| Derrota | 10-5   | Luiz Firmino          | Decisão (unânime)                | WSOF 27                                       | 23/01/2016 | 3     | 5:00  | Memphis, Tennessee     |                         |
| Vitória | 10-4   | Vincent Latoel        | Finalização (mata leão)          | ONE FC: Rise of the Kingdom                   | 12/09/2014 | 2     | 4:43  | Phnom Penh             |                         |
| Vitória | 9-4    | Willy Ni              | Finalização (kimura)             | ONE FC: Honor and Glory                       | 30/05/2014 | 1     | 3:29  | Kalang                 |                         |
| Derrota | 8-4    | Vuyisile Colossa      | Decisão (unânime)                | ONE FC: Moment of Truth                       | 06/12/2014 | 3     | 5:00  | Pasay City             |                         |
| Vitória | 8-3    | Yang Seung Ho         | Decisão (unânime)                | ONE FC: Champions & Warriors                  | 13/09/2013 | 3     | 5:00  | Jakarta                |                         |
| Derrota | 7-3    | Sam Stout             | Decisão (unânime)                | UFC 157: Rousey vs. Carmouche                 | 23/02/2013 | 3     | 5:00  | Anaheim, California    |                         |
| Derrota | 7–2    | Pat Healy             | Finalização (triângulo de braço) | Strikeforce: Tate vs. Rousey                  | 03/03/2012 | 3     | 3:35  | Columbus, Ohio         |                         |
| Vitória | 7–1    | Justin Wilcox         | Nocaute (socos)                  | Strikeforce: Melendez vs. Masvidal            | 17/12/2011 | 1     | 0:13  | San Diego, California  |                         |
| Vitória | 6–1    | James Terry           | Decisão (unânime)                | Strikeforce Challengers: Fodor vs. Terry      | 24/06/2011 | 3     | 5:00  | Kent, Washington       |                         |
| Vitória | 5–1    | David Douglas         | Nocaute Técnico (joelhadas)      | Strikeforce Challengers: Wilcox vs. Damm      | 01/04/2011 | 3     | 2:12  | Stockton, California   |                         |
| Vitória | 4–1    | Derek Getzel          | Finalização (brabo choke)        | Strikeforce Challengers: Wilcox vs. Ribeiro   | 19/11/2010 | 1     | 4:39  | Jackson, Mississippi   |                         |
| Vitória | 3–1    | Ousmane Thomas Diagne | Decisão (unânime)                | Strikeforce Challengers: del Rosario vs. Mahe | 23/07/2010 | 3     | 5:00  | Everett, Washington    | Estréia no Strikeforce. |
| Derrota | 2–1    | Nate Hannah           | Finalização (chave de braço)     | Alaska Fighting Championship 68               | 10/02/2010 | 2     | 4:59  | Anchorage, Alaska      |                         |
| Vitória | 2–0    | Travis Smith          | Finalização (guilhotina)         | Arena Rumble: Horn vs. Guida                  | 12/09/2009 | 1     | 1:32  | Spokane, Washington    |                         |
| Vitória | 1–0    | Nick Meginness        | Finalização (guilhotina)         | KOTC: Thunderstruck                           | 15/08/2009 | 1     | 1:50  | Everett, Washington    |                         |